# Гелена фон Вечера
Баронеса Гелена фон Вечера (нім. Helene von Vetsera 1847, Марсель — 1 лютого 1925 , Відень) — австрійська шляхтанка грецько-австрійського походження.

## Біографія
Гелена Бальтацці народилася в родині грецького банкіра Теодора Бальтацці (1788—1860) і його першої дружини Деспіни Вулковіч. Гелена була старшою дитиною в родині. Гелена мала італійло-греко-англійські корені. Батько зробив статки в Стамбулі; мав двох дружин і дев'ять дітей. Мала повнорідну сестру Єлизавету (1849—1899), єдинокровних сестер Шарлотту (1856—1875), Евеліну (1855—1901) і Вірджинію (1857—1929), а також чотирьох єдинокровних братів Олександра (1850—1914), Арістідеса (1853—1914), Гектора (1854—1916) і Генріха (1858—1940).
Батьки померли рано. Опікуном став друг сім'ї, австрійський дипломат ріттер Альбін фон Вечера (1825—1887). 
Будинок Бальтацці славився своїми стайнями, їх коні брали участь у великих міжнародних перегонах. Олександр і Арістідес спільно володіли знаменитим скакуном Кісбером (нім. Kisber який виграв Епсом Дербі 1876 року. Гектор був хорошим наїзником.
У 1864 році опікун фон Вечера одружився з 16-річною Геленою. У 1870 році йому був подарований титул барона. Гелена з чоловіком переїхала до Відня. Він помер від інфаркту 1887 року.
Сестра Шарлотта була одружена з графом Георгом Ердоді. Евелін була одружена з австрійським графом Георгом фон Штокау (1854—1901). Члени сімей Бальтацці і Вечори були відомі своєю діяльністю в міжнародній політичній, соціальній та ділового життя. Їх тепло приймали в аристократичних колах Європи, Лондона, Парижа, Санкт-Петербурга і Відня.

### Діти
У шлюбі з Альбіном Вечерою Гелена народила четверо дітей:
- Ладислаус «Лаці» фон Вечера (1865—1881), загинув 8 грудня 1881 у час пожежі в театрі «Ringtheater».
- Джоанна «Ганна», графиня фон Білант-Рід, баронеса фон Вечера (1868—1901)[4]
- Марія «Мері» фон Вечера (1871—1889), коханка австрійського кронпринца Рудольфа, була знайдена мертвою 30 січня 1889 року в замку Маєрлінг. Тіло Марії було перевезено до Гайлінгеркройца в ніч з 31 січня на 1 лютого двома її дядьками (Георгом фон Штокау і Олександром Бальтацці) на задьому сидінні екіпажу і спішно поховане на території монастиря Святого Хреста[5]. Розтин не проводився, про смерть Марії був складений фіктивний акт. На прохання родичів 16 травня 1889 року труна з тілом Марії був витягнута з тимчасової могили, укладена в ще одну мідну труну і перепохована.
- Франц Альбін «Фері» фон Вечера (1872—1915)

## Останні роки
Гелена пережила чоловіка і всіх своїх дітей і через інфляцію після війни втратила все майно. Вона померла в бідності в Відні в 1925 році. Похована на цвинтарі Пайербаха в Нижній Австрії.

## Художній образ
В кіно
- «Майєрлінг» (1936) режисер — Анатоль Літвак, в ролі Гелени фон Вечора — Марта Реньє.
- «Таємниця Майєрлінг» (1949) Жана Деланнуа, в ролі Гелени фон Вечера — Жанна Марке.
- «Майєрлінг» (1968) Теренса Янга, в ролі Гелени фон Вечера — Моні Дальме.
- У мінісеріалі Роберта Дорнгельма Кронпринц Рудольф (2006) роль Гелени фон Вечера виконує Олександра Вандернот.